# Relações entre Espanha e França
As relações entre Espanha e França são as relações diplomáticas estabelecidas entre o Reino de Espanha e a República Francesa. Ambos são vizinhos, com uma extensão de 623 km na fronteira entre os dois países. Espanha e França são estados membros da União Europeia, usam o Euro como moeda, e são membros da OTAN e da União Latina.
Dois dos reinos mais poderosos do início da Era Moderna, França e Espanha travaram uma guerra de 24 anos (a Guerra Franco-Espanhola) até a assinatura do Tratado dos Pirenéus, em 1659. O tratado foi assinado na Ilha dos Faisões, que desde então têm sido um condomínio, mudando de lealdade a cada seis meses.
As nações cooperaram contra o grupo separatista ETA, que lutou por um País Basco independente durante quatro décadas, em uma sangrenta campanha pela independência das sete regiões do norte da Espanha e do sudoeste da França, que os separatistas bascos reivindicam como suas.